# Arturo Guzmán Decena
Arturo Guzmán Decena (Puebla, México, 13 de enero de 1976 - Matamoros, Tamaulipas, 21 de noviembre de 2002), también conocido por su nombre en clave Z-1 fue un Teniente del Grupo Aeromóvil de Fuerzas Especiales (GAFE), terrorista y fundador de Los Zetas. Desertó del ejército en 1997 y formó Los Zetas, grupo paramilitar del Cartel del Golfo, bajo el liderazgo del capo Osiel Cárdenas Guillén.
Fue un soldado de las Fuerzas Especiales del Ejército Mexicano  a mediados de la década de 1990. Durante su carrera militar, Guzmán Decena recibió entrenamiento de contrainsurgencia, adquirió habilidades en explosivos y aprendió a rastrear y capturar a sus enemigos de un grupo de combate de élite entrenado por las Fuerzas Especiales del Ejército de los Estados Unidos y las Fuerzas de Defensa de Israel.
Comenzó a aceptar sobornos del Cártel del Golfo mientras aún servía en el ejército, pero finalmente desertó para trabajar a tiempo completo para el capo Osiel Cárdenas Guillen y el Cartel del Golfo en 1997. Durante años reclutó a otros miembros de las Fuerzas Armadas mexicanas para formar Los Zetas. Se desempeñó como mano derecha de Cárdenas Guillén hasta el 21 de noviembre de 2002, cuando fue asesinado a balazos por Fuerzas Especiales del Ejército Mexicano en la ciudad fronteriza de Matamoros, Tamaulipas.

## Biografía

### Carrera y deserción militar
Nació en un pueblo pobre de Puebla el 13 de enero de 1976, y terminó la escuela secundaria y preparatoria antes de unirse al ejército mexicano para escapar de la pobreza. Su talento y comportamiento agresivo le valieron un puesto en un grupo militar mexicano de élite llamado Grupo Aeromóvil de Fuerzas Especiales (GAFE), originalmente entrenado en tácticas de contrainsurgencia para el levantamiento zapatista en 1994 y para localizar y detener a miembros. de las organizaciones narcotraficantes de México. Según los informes, Guzmán Decena recibió entrenamiento militar de las fuerzas especiales israelíes. Su entrenamiento se puso en práctica después de que más de 3.000 rebeldes zapatistas tomaron varios pueblos del estado sureño de Chiapas en 1994. La rebelión fue un levantamiento simbólico contra la pobreza y el gobierno de partido único del Partido Revolucionario Institucional (PRI), y muchos rebeldes tomaron brazos; el gobierno mexicano, sin embargo, envió al GAFE para sofocar a los zapatistas. En cuestión de horas, 34 rebeldes fueron asesinados y otros tres fueron capturados por el grupo de contrainsurgencia de Guzmán Decena. Luego, sus cuerpos fueron arrojados a la orilla de un río, con las orejas y la nariz cortadas. 
Guzmán Decena, ahora uno de los miembros más brillantes, altamente capacitados y sanguinarios del GAFE, fue enviado al estado norteño de Tamaulipas. Mientras se desempeñaba como jefe de seguridad en la ciudad de Miguel Alemán, Tamaulipas , fue reclutado por el cártel de Cárdenas Guillén. Los investigadores dicen que Guzmán Decena trabajó primero con el Cartel del Golfo al aceptar sobornos de Osiel Cárdenas Guillén y hacer la vista gorda con los cargamentos de drogas del cartel. Dichos pagos eran típicos entre los comandantes militares, pero aunque los soldados a menudo aceptaban sobornos de los capos de la droga, no era común que desertaran del ejército y se unieran a sus filas. Los soldados veían los sobornos como "beneficios" de su trabajo, y los oficiales se mantuvieron firmes en la idea de que eran protectores del pueblo mexicano. Guzmán Decena, sin embargo, rompió ese modelo y dejó el ejército en 1997 para trabajar a tiempo completo con una organización narcotraficante.
Según el periodista británico Ioan Grillo, aún no está claro por qué Guzmán Decena desertó del ejército para convertirse en un "narcomercenario". Una explicación común es que Guzmán Decena dejó el ejército en busca de un pago mayor, ya que muchos miembros del cartel vivían ostentosamente y ganaban más en un año de lo que ganaba un miembro del GAFE en toda su vida. No obstante, también habría vivido cómodamente como miembro exitoso del GAFE en el ejército. Y al unirse al cártel del Golfo, se estaba convirtiendo en un fugitivo y aumentando sus posibilidades de ser arrestado o asesinado. Por lo tanto, un factor crucial en su deserción puede haber sido el cambio sísmico de la transición de México a la democracia y el régimen desgarrador del PRI. El "nuevo México" y la democracia que lo acompañaba eran temidos por muchos soldados que habían cometido abusos durante el antiguo régimen. Las crecientes presiones surgieron de las familias de los "desaparecidos" que realizaron marchas en Ciudad de México , y muchos oficiales militares fueron declarados culpables en cortes marciales por abusos a los derechos humanos y corrupción. Durante años, algunos generales militares aceptaron sobornos de los cárteles; En medio de la agitación, Guzmán Decena reconoció que estaba mejor fuera del sistema y como líder de Los Zetas.
Cárdenas Guillén luego le pidió a Guzmán Decena que lo ayudara a reclutar y establecer el escuadrón de sicarios más feroz posible para su cartel. Agentes federales mexicanos luego dieron a conocer la conversación entre los dos luego de que un informante pasara la información de la nueva unidad:
Cárdenas Guillén – "Quiero los mejores hombres. Los mejores".
Guzmán Decena – "¿Qué tipo de personas necesitas?"
Cárdenas Guillén - "Los hombres mejor armados que hay".
Guzmán Decena - "Estos solo están en el ejército".

Cárdenas Guillén - "Los quiero".
Siguiendo las órdenes, Guzmán Decena reclutó a decenas de soldados del ejército mexicano. Algunos medios de comunicación informan que la formación de Los Zetas fue el resultado de una "deserción masiva" de una sola unidad del ejército. Pero los registros militares muestran que esta afirmación es falsa e inexacta. Los soldados abandonaron sus filas y se unieron a Los Zetas durante algunos meses y eran de varias unidades militares diferentes, pero una gran parte de los desertores eran soldados del GAFE. A los miembros se les dio un nombre en clave con la letra Z comenzando con Guzmán Decena con Z-1. En unos meses, Guzmán Decena comandó un ejército mercenario de 38 soldados desertores atraídos por salarios sustancialmente más altos que los pagados por el gobierno mexicano. Los soldados del GAFE que iban a trabajar con el cártel del Golfo se llevaron consigo varias de las ametralladoras, rifles de asalto, pistolas, bazucas, granadas y equipos de telecomunicaciones y vigilancia más sofisticados del Ejército Mexicano. El papel de Los Zetas pronto se amplió al "cobrar deudas, asegurar el suministro de cocaína y las rutas de tráfico conocidas como 'plazas' y ejecutar a sus enemigos, a menudo con un salvajismo grotesco".

### Ejecución de Gómez Herrera
Una vez encarcelado Juan García Ábrego, el fundador del cártel del Golfo, en 1996, Ángel Salvador Gómez Herrera (alias El Chava) pretendía apoderarse de los bienes de la organización criminal junto con Cárdenas Guillén. Al principio, ambos funcionaron bien juntos: sobornaron a policías, sobornaron a políticos y soldados, y lograron tomar el control de importantes cargamentos de drogas que llegaban desde Guatemala. Aunque supuestamente era igual a Cárdenas Guillén, la personalidad manipuladora de Gómez Herrera molestó a Guillén, especialmente después de las constantes solicitudes de préstamos de dinero de Herrera. Tal comportamiento ofendió a Cárdenas Guillén, quien armó su propia facción dentro del Cártel del Golfo. Pero a mediados de 1999, Osiel Cárdenas Guillén , luego de la ceremonia de bautizo de su hija, ordenó a Guzmán Decena ejecutar a Gómez Herrera, el padrino del bebé de Cárdenas Guillén. Gómez Herrera fue cordialmente invitado a viajar en el Dodge Durango de Cárdenas Guillén después de la ceremonia. Intercambiaron risas y hablaron durante unos minutos. Guzmán Decena, quien viajaba en el asiento trasero de la camioneta, disparó una bala en la cabeza de Gómez Herrera. Posteriormente, los investigadores encontraron el cadáver en descomposición de Herrera en las afueras de la ciudad de Matamoros, Tamaulipas. Por matar a Gómez Herrera, Cárdenas Guillén se ganó su apodo, los Mata Amigos ("Asesino de amigos"), y Guzmán Decena, la confianza de su jefe.

### Muerte
Guzmán Decena fue asesinado a tiros por soldados mexicanos dentro de un restaurante el 22 de noviembre de 2002 en Matamoros, Tamaulipas luego de ser descubierto por el ejército mexicano. Otro relato escrito por Jesús Blancornelas indica que Guzmán Decena fue a un restaurante, tomó unos tragos fuertes, esnifó una línea de cocaína y luego decidió visitar a su amante Ana Bertha González Lagunes, quien vivía a unas cuadras lejos. Según los informes, para no ser interrumpido, Guzmán Decena ordenó a sus secuaces que bloquearan la calle y dirigieran el tráfico. Sin embargo, uno de los vecinos llamó a una agencia contra el crimen organizado que llamó al Ejército Mexicano. Cuando llegaron los soldados, Guzmán Decena no pudo defenderse y fue asesinado a tiros. 

Después de su muerte, se colocaron flores en su honor en la acera frente al restaurante y en su tumba. Según las fotos publicadas por los periódicos locales de Matamoros, una nota acompañaba las flores y decía lo siguiente:
“Siempre estarás en nuestros corazones. De parte de tu familia, Los Zetas ”. 
De igual forma, se colocaron memoriales en el estado de Oaxaca para venerar a Guzmán Decena. 
En una aparente venganza por el asesinato de Guzmán Decena, cuatro miembros de la Fiscalía General fueron secuestrados y asesinados cerca de Reynosa, Tamaulipas a principios de 2003, presuntamente por hombres de Cárdenas Guillén. Menos de cuatro meses después de la muerte de Guzmán Decena, el ejército mexicano capturó al capo del cártel del Golfo, Osiel Cárdenas Guillén , el 14 de marzo de 2003. El segundo al mando de Los Zetas, Rogelio González Pizaña (alias: Z2), fue capturado en octubre de 2004 y así Heriberto Lazcano Lazcano (alias: Z3) ascendió al liderazgo de la banda paramilitar, y quien se convertirá en el infame y despiadado líder del ahora independiente Cartel de la Droga de los Zetas.
La muerte de Guzmán Decena marcó el primer éxito significativo del gobierno mexicano contra Los Zetas, pero informes no confirmados dentro de la organización afirman que Guzmán Decena fue asesinado por "sus propios hombres" por orden de Cárdenas Guillén, quien temía la hegemonía de Guzmán Decena.

### Razón de su deserción del ejército
Hay diferentes versiones de las razones de su deserción, una de ellas dice que como muchos elementos del ejército mexicano se fue por razones económicas a pesar de tener un sueldo competente como teniente del Gafe, otra razón pudo ser el cambio político que se vivía en México en esos años. Este proceso fue preocupante para muchos elementos que años anteriores habían cometido diversas faltas, la consecuencia sería la detención de varios enlistados lo que hubiera provocado la decisión de Arturo de unirse al grupo de Osiel.